# جیجاق یوکاتان
جیجاق یوکاتان (نام علمی: Cyanocorax yucatanicus) نام یک گونه از سرده جیجاق‌های کاکلی است.